# آلوز
الیوز (به فرانسوی: Alleuze) یک کمون در فرانسه است که در Canton of Saint-Flour-Sud واقع شده‌است.

## خصوصیات
الیوز ۲۲٫۸۵ کیلومترمربع مساحت و ۲۰۷ نفر جمعیت دارد و ۸۷۰ متر بالاتر از سطح دریا واقع شده‌است.